# Apeadeiro de Avantos
O Apeadeiro de Avantos, igualmente conhecido como Avantes, foi uma gare da Linha do Tua, que servia a localidade de Avantos, no concelho de Mirandela, em Portugal.

## História

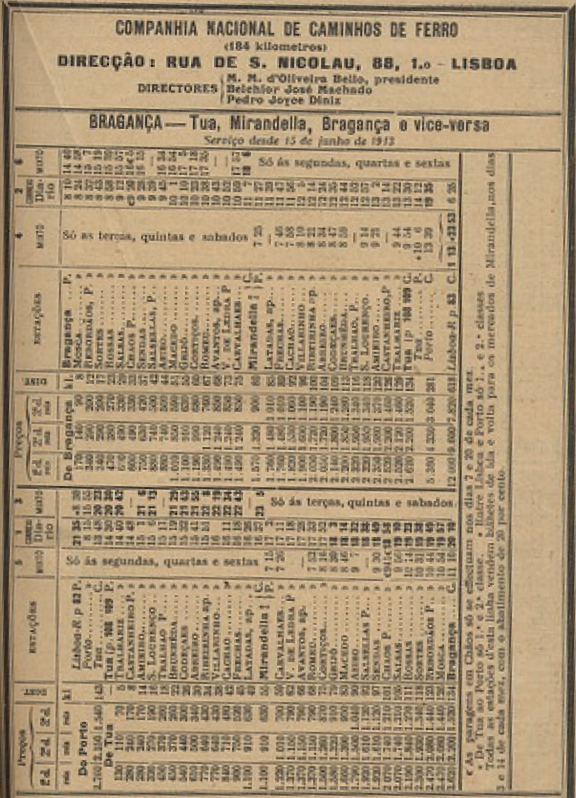
Horario da Linha do Tua em 1913, incluindo o apeadeiro de Avantos.

Encontra-se no troço da Linha do Tua entre Mirandela e Romeu, que abriu à exploração em 2 de Agosto de 1905. Fez parte deste lanço desde o início, de acordo com uma notícia publicada na Gazeta dos Caminhos de Ferro de 16 de Junho de 1905, sendo originalmente denominado de Avantes.
Em 15 de Dezembro de 1991, a operadora Caminhos de Ferro Portugueses encerrou o troço entre Mirandela e Bragança.